# Драган Владисављевић
Драган Владисављевић (Лапово, 15. јун 1962) је пензионисани бригадни генерал и бивши директор војнообавештајне агенције војсци Републике Србије. Од 2021. године је амбасадор Србије у Азербејџану.

## Биографија
Владисављевић је ваздхопловну општу средњу војну школу завршио 1985. године у Мостару, а звање пилота је стекао на Ваздухопловној војној академији у Задру 1985. године. Генералштабну војску је завршио 1996. године у Београду, а школу националне одбране 2002. године.
Године 2009. ступио је на место заменика директора војнообавештајне агенције, да би 2012. постао директор војнообавештајне агенције. Дужност директора ВОА обављао је до 2014. године када је пензионисан.
Од 2015. до 2021. године обављао је дужност директора Канцеларије Владе Републике Србије одговорне за преговоре са Привременим институцијама самоуправе у Приштини. У мају 2021. године постао је амбасадор Србије у Азербејџану.